# Ernst Feigenwinter

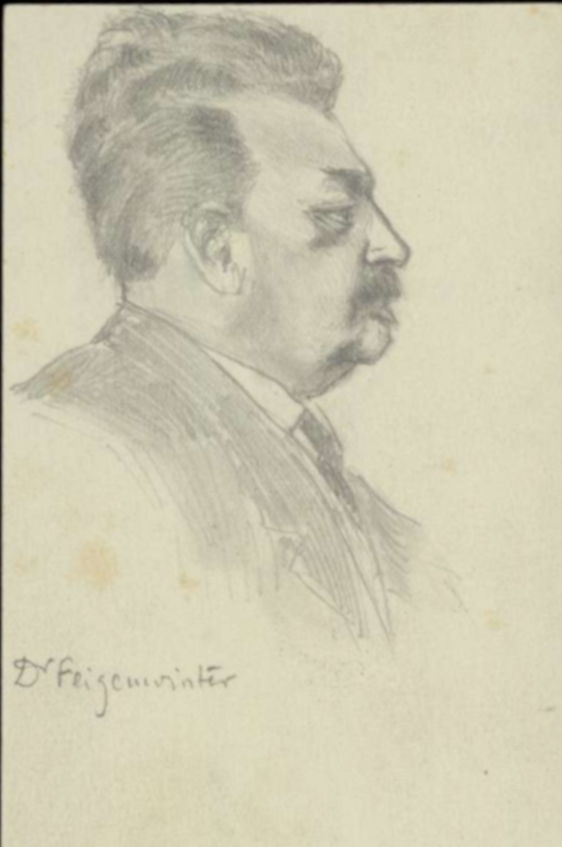
Ernst Feigenwinter

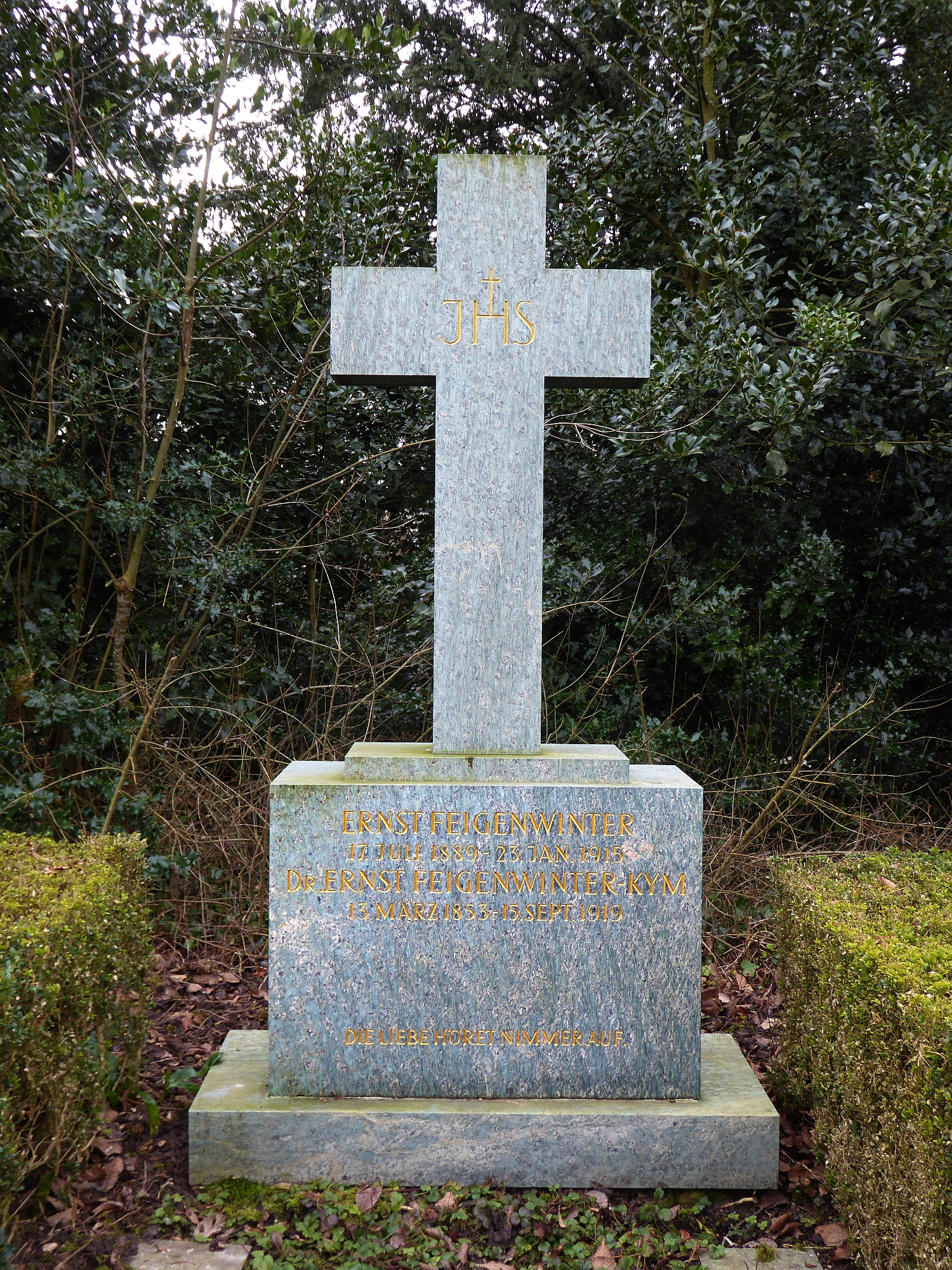
Grab auf dem Friedhof am Hörnli, Riehen, Basel-Stadt

Ernst Feigenwinter (* 13. März 1853 in Reinach; † 15. September 1919 in Bern) war ein Schweizer Politiker (Katholisch-Konservative).

## Leben
Ernst Feigenwinter besuchte die Bezirksschule in Therwil und das Gymnasium in Basel. Von 1874 bis 1878 studierte er Recht in Berlin, Strassburg, München und Basel. 1878 promovierte er zum Dr. iur. Ab 1879 war er als Anwalt in Basel und Redaktor und Verwaltungspräsident des Basler Volksblatts tätig. 
Von 1893 bis 1902 sowie von 1905 bis 1919 war er im Basler Grossrat, den er 1918 präsidierte. Zudem war Feigenwinter nach den Parlamentswahlen 1917 zwei Jahre lang Nationalrat.
Er war in erster Ehe mit Berta von Blarer (1858–1904) verheiratet. Aus dieser Ehe stammten zwei Töchter und ein Sohn; eine Tochter war Maria Elisabeth Feigenwinter (1887–1977), eine Pionierin der Sozialarbeit. Die andere, Maria Bertha, war die Mutter des Walliser Politikers Peter von Roten. In zweiter Ehe (ab 1910) war er mit Hedwig Kym (1860–1949) verheiratet.
Feigenwinter zählte zum christlichsozialen Flügel der katholischen-konservativen Fraktion. Er war Mitglied der Union de Fribourg, einer Vereinigung katholischer-sozialer Politiker, Mitbegründer des Schweizerischen Arbeiterbundes (zusammen mit Herman Greulich) und Zentralpräsident des Verbandes Katholischer Männer- und Arbeitervereine. Zudem ist er ein Mitgründer der Altherrenschaft der AKV Rauracia Basel im Schweizerischen Studentenverein.